# Colostethus alacris
Colostethus alacris är en groddjursart som beskrevs av Juan A. Rivero och Humberto Granados-Díaz 1990. Colostethus alacris ingår i släktet Colostethus och familjen pilgiftsgrodor. IUCN kategoriserar arten globalt som otillräckligt studerad. Inga underarter finns listade i Catalogue of Life.